# Bewegungsbilanz
Die Bewegungsbilanz ist innerhalb der Betriebswirtschaftslehre ein Instrument der Bilanz- und Finanzanalyse, das aus Veränderungen aller Bilanzpositionen von Bilanzen zwischen zwei aufeinander folgenden Bilanzstichtagen entwickelt wird.

## Allgemeines
Die gewöhnliche Bilanz enthält durch Bilanzpositionen ausgedrückte Bestände, die sich im nachfolgenden Geschäftsjahr durch die Geschäftstätigkeit verändern. Diese Veränderungen während zweier Rechnungsperioden ergeben sich aus einer Bewegungsbilanz. Die Bewegungsbilanz besteht anstatt der Aktiv- und Passivseite aus den beiden Seiten Mittelverwendung und Mittelherkunft. Dabei wird die Mittelverwendung der Mittelherkunft in Kontoform gegenübergestellt, was zum Ausdruck „Bewegungsbilanz“ geführt hat. Da die positiven und negativen Bestandsdifferenzen Eingang in die Bewegungsbilanz finden, muss diese – wie auch die gewöhnlichen Bilanzen – identische Bilanzsummen aufweisen.
Diese Bewegungsbilanz geht auf Walter Albert Bauer zurück, der sie im Jahre 1926 vorgestellt  hat. Erich Kosiol unterschied 1956 zwischen Bewegungs- und Veränderungsbilanz. Aus der Bewegungsbilanz entwickelte er die „pagatorische Veränderungsbilanz“.

## Erstellung
Voraussetzung für die Erstellung einer Bewegungsbilanz ist das Vorliegen zweier Bilanzen von aufeinanderfolgenden Geschäftsjahren. In einem ersten Schritt werden die Differenzen zwischen denselben Bilanzpositionen ermittelt und in einem zweiten Schritt in die Bewegungsbilanz eingetragen. Als „Mittelverwendung“ werden dabei die Erhöhungen der Aktiva und die Verminderungen der Passiva übernommen, als „Mittelherkunft“ werden die Erhöhungen auf der Passivseite und die Verminderungen auf der Aktivseite eingetragen. Dies ergibt folgendes grobe Schema:
| Mittelverwendung           | Mittelherkunft            |
| -------------------------- | ------------------------- |
| Erhöhungen der Aktiva      | Erhöhungen der Passiva    |
| Verminderungen der Passiva | Verminderungen der Aktiva |

So kann beispielsweise eine Erhöhung des Anlagevermögens durch eine Kapitalerhöhung finanziert worden sein, während beispielsweise eine Verminderung des Lagerbestands durch Verkauf von Waren zur Kredittilgung genutzt worden sein kann. Dabei ist zu berücksichtigen, dass eine Monokausalität nur dann vorliegt, wenn auf jeder Seite (Mittelverwendung und Mittelherkunft) jeweils nur eine Bilanzposition vorhanden ist. Gibt es mithin nur Sachanlagevermögen und Eigenkapital, so dient das Eigenkapital der Vollfinanzierung des Sachanlagevermögens.
Eine verfeinerte Form sieht wie folgt aus:
| Mittelverwendung (Kapitalverwendung) | Mittelherkunft (Kapitalherkunft) |
| --- | --- |
| 1. Vermögensmehrung 1. Mehrung des Anlagevermögens 2. Mehrung des allgemeinen Umlaufvermögens 3. Mehrung des Umlaufvermögens zur Erhöhung der Liquidität 4. - Erwerb von Wertpapieren - Erhöhung Bankguthaben - Erhöhung Kassenbestand 2. Kapitalminderung 1. Minderung des Eigenkapitals 2. Minderung des Fremdkapitals 3. - Abbau von Rohstoffen - Abnahme des auszuschüttenden Bilanzgewinns | 1. Eigenfinanzierung durch Erhöhung des gezeichneten Kapitals und der Kapitalrücklage 2. Fremdfinanzierung - Erhöhung des Fremdkapitals 3. Selbstfinanzierung 1. Erhöhung der Gewinnrücklagen 2. Erhöhung des Gewinnvortrags 4. Umfinanzierung 1. Minderung des Anlagevermögens 2. Verminderung des allg. Umlaufvermögens 3. Verminderung der Liquidität (Bank, Kasse) 5. Finanzierung aus Abschreibungsrückflüssen |

Es werden jedoch nur Abschreibungen auf Sachanlagen für den 5. Posten berücksichtigt (keine Abschreibungen auf Finanzanlagen und Ähnliches). Diese befinden sich in der Position 12 der Gewinn- und Verlustrechnung (§ 275 Abs. 2 HGB). Die Abschreibungssumme wird meistens zur Mehrung des Anlagevermögens addiert, da davon ausgegangen wird, dass eine Ersatzinvestition die angesammelten Abschreibungen vollständig aufzehrt.
Sind die Summen der beiden Seiten identisch, so ist die Erstellung der Bewegungsbilanz meist geglückt. Dabei gilt: Investition + Kapitaltilgung = Finanzierung + Liquidation.
Vermögens- oder Kapitalumschichtungen werden durch die Bewegungsbilanz sichtbar gemacht.

## Wirtschaftliche Aspekte
Jede Erhöhung der Passiva (Kapitalerhöhung, Erhöhung der Verbindlichkeiten) und jede Verminderung der Aktiva (Abschreibung auf das oder Veräußerung des Anlagevermögens, Abbau des Lagerbestandes)	führen dem Unternehmen liquide Mittel zu. Umgekehrt kommt es zu einem Geldabfluss durch jede Erhöhung der Aktiva (Investitionen mit Investitionsausgaben, Aufbau des Lagerbestands) und jede Verminderung der Passiva (Kapitalherabsetzung, Tilgung der Verbindlichkeiten).
Die Bewegungsbilanz ist eine Veränderungsrechnung im Rahmen der Bilanzanalyse, die auf dem Gedankengut der dynamischen Bilanztheorie aufbaut, wonach die Bilanz dem Wesen nach eine Einnahmen-Ausgaben-Rechnung darstellt, so dass sich Bestandsveränderungen als Finanzierungsquelle oder Finanzmittelverwendung auffassen lassen.
Bei der Bewegungsbilanz ist jedoch deren eingeschränkte Aussagekraft zu bedenken. Da die gesamte Bilanz auf Bewertungsmaßnahmen wie unter anderem Abschreibungen oder Zuschreibungen beruht, bietet sie keine zuverlässige Beurteilung über die Liquiditätslage eines Unternehmens. Diesen Mangel versucht die  Kapitalflussrechnung zu beheben, weil sie nicht an bilanziellen Bestandsveränderungen anknüpft, sondern an liquiditätswirksamen Geschäftsvorfällen.